# National Academy of Television Arts and Sciences
La National Academy of Television Arts and Sciences ou NATAS (Académie nationale des arts et des sciences de la télévision en français) est une organisation professionnelle américaine à but non lucratif fondée en 1955 et basée à New York.

## Historique et fonctionnement
En 1949, l'Academy of Television Arts and Sciences (Académie des arts et des sciences de la télévision) organise la 1re cérémonie des Emmy Awards pour récompenser l'excellence à la télévision.
Devant la multiplication des catégories, elle est complétée avec le temps par deux autres associations :
- la National Academy of Television Arts and Sciences, créée en 1955 et qui remet les Daytime Emmy Awards, les Sports Emmy Awards, les News Emmy Awards et les Documentary and Public Service Emmy Awards ;
- l'International Academy of Television Arts and Sciences (Académie internationale des arts et des sciences de la télévision), créée en 1969 et qui remet les International Emmy Awards

L'Académie des arts et des sciences de la télévision organise quant à elle la manifestation principale : les Primetime Emmy Awards.